# Luna (zeiță)
Luna era zeița romană a Lunii, indentificată cu zeița greacă Selene. 
Era considerată o divinitate secundară, neavând nici un rol în miturile romane. Avea la Roma un mic templu în apropierea zeiței Diana, de unde mai târziu cultul zeiței Luna a fost asimilat în cel al Dianei, conferindu-i acesteia din urmă și atributul de zeiță a Lunii.